# Jacob Hepkema
Jacob Tjebbes Hepkema (Oudeschoot, 30 mei 1845 – Leeuwarden, 13 juli 1919) was een Fries journalist en uitgever.

## Biografie
Nadat Jacob Hepkema van 1867 tot 1870 de Rijkskweekschool in Haarlem had doorlopen werd hij onderwijzer in het Friese Doniaga. Hij ontdekte dat hij goed kon schrijven en bleek zijn engagement met het lot van de arbeidersklasse. Omstreeks die tijd schreef hij de toneelstukken Fjouwer rotten yn ien falle en Lean nei wirken waarin hij de sociale ongelijkheid aan de kaak stelde. Zijn sociale betrokkenheid, de wetenschap dat hij goed kon schrijven en  onvrede met het lage salaris dat hij als schoolmeester verdiende, bracht hem ertoe te solliciteren bij een krant in Doetinchem. De krant ging echter failliet. 
Hepkema vond in Friesland een nieuwe baan in Heerenveen, bij Drukkerij Hingst. De periode in Doetinchem was niet tevergeefs geweest. Hepkema had er het krantenbedrijf van binnenuit leren kennen en gezien dat een krant vooral niet te duur mocht zijn. Door de afschaffing van het Dagbladzegel in 1869, waardoor kranten goedkoper werden, nam hij de kans waar en begon in 1874, in samenwerking met Hingst, met het Nieuw Advertentieblad. In zijn krant bediende hij zich van een voor zijn tijd moderne journalistieke stijl en liet in zijn krant ook de “gewone man” aan het woord. Hepkema had succes en zijn krant werd een geduchte concurrent van de Leeuwarder Courant.
Na zijn dood nam zijn zoon Tjebbo Hepkema de leiding van de krant over. Na diens dood werd Jacobs' zoon Mindert Hepkema  directeur.

## Trivia
- Sinds 1925 bestaat er in Heerenveen de Jacob Hepkemastraat. In Leeuwarden wordt hij sinds 1976 herinnert in de Japik Hepkemawei.
- Tot de pronkstukken van het Zuiderzeemuseum in Enkhuizen behoort de boeier Tjet Rixt. De boeier was rond 1900 in bezit van Hepkema die het schip naar zijn dochter (Tjet) en zijn vrouw (Rixt) noemde.

## Werken
- Een uitstapje naar en wandelingen door Gaasterland, Heerenveen 1889, 2e dr. 1925
- Eenvoudige memories en bemerkingen, langs straten en wegen voor landgenoot en vreemdeling, Heerenveen 1894-1917, herdr. als: Historische wandelingen door Friesland, Leeuwarden 1970 (582 pp.)